# Harry Clay Adler
Harry Clay Adler (geboren 1865 in Philadelphia; gestorben 1940) war ein US-amerikanischer Zeitungsmanager. Ab 1901 war er Vorstandsvorsitzender und Generaldirektor der Chattanooga Times, welche sich in Besitz seines Schwagers Adolph S. Ochs befand, der später Herausgeber der New York Times wurde.

## Leben
Nach dem Weggang seines Schwagers nach New York übernahm Adler die Führung der Zeitung und behielt dieses Amt für 30 Jahre. Außerdem war er von 1917 bis 1922 Vorsitzender der südlichen Division der Associated Press und führte in Chattanooga erstmals eine auf dem City commission government basierende Stadtregierung ein.
Bis zu deren Sturz nutzte Adler seine Zeitung und eine von ihm geführte Bürgerinitiative, um gegen die Politik des bestehenden, etablierten Regierungsapparats zu mobilisieren. Außerdem setzte er sich für wohltätige Organisationen ein und war drei Jahre lang Präsident der Mizpah Congregation in Chattanooga.